# Atichaur
Atichaur (en népalais : आटिचौर) est un comité de développement villageois du Népal situé dans le district de Bajura. Au recensement de 2011, il comptait 4 277 habitants.